# Croton Falls Reservoir
Croton Falls Reservoir – zbiornik retencyjny w stanie Nowy Jork, w hrabstwie Putnam, należący do nowojorskiej sieci wodociągowej, oddany do użytku w 1911 r. Został utworzony poprzez postawienie zapory wodnej w miejscu połączenia się rzek West Branch Croton River oraz Middle Branch Croton River.
Powierzchnia zbiornika wynosi 1062 akry (4,30 km2), średnia głębokość to 41 stóp (12 m), a maksymalna głębia – 108 stóp (33 m). Zbiornik mieści 14 200 000 galonów amerykańskich (54 000 m3) wody.
Woda wypływa ze zbiornika poprzez kontynuację rzeki West Branch Croton River, która dalej łączy się z East Branch Croton River. Ta ostatnia później wpływa do Muscoot Reservoir, a dalej – do New Croton Reservoir.
Ponadto, główną rzeką dodatkowo zasilającą zbiornik jest Michael Brook.